# Crinodon
Crinodon — вимерлий рід мікрозаврів в родині Tuditanidae.
У 1938 році Маргарет К. Стін назвала типовий вид Ricnodon limnophyes. Рід Ricnodon вже існував. Назва виду означає «той, що вирощує болото», від limnos і phyes.
Голотип BMNH R2818, частковий скелет із черепом, знайдений у Ніржані та коротко обговорений Ватсоном у 1912 році.
У 1978 році Роберт Лін Керрол і Памела Гаскілл створили окремий рід Crinodon. Назва роду є анаграмою слова Ricnodon.
Кринодон має язикоподібний череп у плані. Інтерфронталь надзвичайно великий. Очні ямки великі. Кістки міцні. Дах черепа не можна зрушити відносно області щік. Кожна гілка щелепи містить тридцять чотири маленькі зуби однакової форми. Крім того, на всіх парних елементах піднебіння і на короноїдах нижньої щелепи є довгі ловні зуби.